# Ish Wainright
Ishmail Carzell „Ish“ Wainright (* 12. September 1994 in Kansas City, Missouri) ist ein US-amerikanischer Basketballspieler. Er besitzt ebenfalls die Staatsbürgerschaft Ugandas.

## Laufbahn
2013 wechselte Wainright von der Montrose Christian School (US-Bundesstaat Maryland) an die in Texas gelegene Baylor University. Dort war er von 2013 bis 2017 Mitglied der Basketballmannschaft. Der vielseitig auf den Aufbau- und Flügelpositionen einsetzbare Wainright, den unter anderem sein kräftiger Körperbau auszeichnet, bestritt 132 Spiele für Baylor. Ab der Saison 2015/16 war er Stammmitglied der „ersten Fünf“ der Hochschulmannschaft. 2017 wechselte Wainright, dessen jüngerer Bruder Amaad Basketball an der Kansas State University spielte, in die American-Football-Mannschaft der Baylor University, für die er in der Frühjahrssaison 2017 auf der Position des Tight Ends neun Spiele bestritt. Im Frühjahr 2018 nahm er an einem Probetraining der NFL-Mannschaft Buffalo Bills teil.
Nach seinem Abstecher zum American Football kehrte Wainright zum Basketballsport zurück und unterschrieb im Herbst 2018 beim deutschen Zweitligisten Nürnberg Falcons BC. Bei den Franken überzeugte er in seinem ersten Jahr als Berufsbasketballspieler mit 12,1 Punkten sowie 7,5 Rebounds je Begegnung und wurde mit Nürnberg Vizemeister der 2. Bundesliga ProA. Das brachte ihm einen Vertrag in der Basketball-Bundesliga ein, Anfang Juli 2019 wurde Wainright vom SC Rasta Vechta als Neuzugang vermeldet. Er bestritt 26 Bundesliga-Spiele für die Niedersachsen und erreichte dabei 10,4 Punkte sowie 5,7 Rebounds je Begegnung.
Im Sommer 2020 wechselte er zum französischen Erstligisten SIG Straßburg. In der französischen Liga erzielte er im Laufe der Saison 2020/21 in 34 Einsätzen im Schnitt 11,6 Punkte. Im August 2021 erhielt Wainright von der NBA-Mannschaft Toronto Raptors einen Zweijahresvertrag. Er bestritt drei Vorbereitungsspiele für Toronto, wurde aber Mitte Oktober 2021 vor dem Beginn der Saison 2021/22 aus dem Aufgebot gestrichen. Noch im selben Monat erhielt er einen Zweiwegevertrag von den Phoenix Suns, der die Möglichkeit enthielt, bei den Northern Arizona Suns in der NBA G-League eingesetzt zu werden. Bis 2023 bestritt er für Phoenix 118 NBA-Spiele, im Oktober 2023 kam es zur Trennung.
Wainright wurde kurz darauf von den Portland Trail Blazers verpflichtet. Im Januar 2024 kam es zur Trennung. Anfang März 2024 holten die Phoenix Suns Wainright zurück.
Er verließ Nordamerika nach drei Jahren in der NBA wieder und schloss sich während der Sommerpause 2024 Hapoel Tel Aviv in Israel an. Mit der Mannschaft gewann Wainright im April 2024 den europäischen Vereinswettbewerb Eurocup.

### Nationalmannschaft
2020 gab er seinen Einstand in der Nationalmannschaft Ugandas.

## Karriere-Statistiken

### NBA

#### Hauptrunde
| Saison  | Team               | GP  | GS | MPG  | FG % | 3P % | FT %  | RPG | APG | SPG | BPG | PPG |
| ------- | ------------------ | --- | -- | ---- | ---- | ---- | ----- | --- | --- | --- | --- | --- |
| 2021–22 | Phoenix            | 45  | 0  | 8.0  | .394 | .322 | .583  | 1.2 | 0.3 | 0.4 | 0.1 | 2.4 |
| 2022–23 | Phoenix            | 60  | 2  | 15.3 | .370 | .329 | .839  | 2.3 | 0.9 | 0.6 | 0.4 | 4.2 |
| 2023–24 | Portland / Phoenix | 11  | 0  | 5.6  | .292 | .350 | 1.000 | 1.3 | 0.1 | 0.4 | 0.1 | 2.1 |
| Gesamt  | Gesamt             | 116 | 2  | 11.5 | .372 | .329 | .778  | 1.8 | 0.6 | 0.5 | 0.3 | 3.3 |

#### Play-offs
| Saison  | Team    | GP | GS | MPG | FG % | 3P % | FT % | RPG | APG | SPG | BPG | PPG |
| ------- | ------- | -- | -- | --- | ---- | ---- | ---- | --- | --- | --- | --- | --- |
| 2021–22 | Phoenix | 7  | 0  | 3.7 | .417 | .500 | —    | 1.6 | 0.1 | 0.1 | 0.1 | 1.9 |
| 2022–23 | Phoenix | 6  | 0  | 3.5 | .250 | .250 | —    | 0.2 | 0.0 | 0.0 | 0.2 | 0.5 |
| Gesamt  | Gesamt  | 13 | 0  | 3.6 | .375 | .400 | —    | 0.9 | 0.1 | 0.1 | 0.2 | 1.2 |